# Banque centrale d'Argentine
La banque centrale d'Argentine (en espagnol: Banco Central de la República Argentina, BCRA) est l'institution monétaire de l'Argentine.

## Histoire
Créée en 1935 sous le gouvernement d'Agustín Pedro Justo, par les lois 12 155 à 12 160, promulguées le 28 mai, la Banque centrale a commencé ses activités le 6 juin de la même année en tant qu'entité mixte, dont le capital était composé à parts égales du gouvernement national et de banques nationales et étrangères établies dans le pays.
Elle a été nationalisée le 25 mars 1946 par un décret signé par le président Edelmiro Farrell.
La dictature militaire de Pedro Eugenio Aramburu a modifié, entre autres, le statut organique de la Banque centrale par le décret-loi 13 126/1957. Cette réforme visait à libéraliser le système financier, à éliminer la nationalisation des dépôts et à supprimer l'attribution de crédits par la Banque centrale.
En 1976, après la prise du pouvoir par la dictature militaire de Jorge Rafael Videla, l'économiste Adolfo Diz fut nommé à la tête de la Banque centrale, poste qu'il occupa jusqu'en 1981. Durant cette période, un système de dévaluation programmée fut mis en place, surnommé « la tablita » (la petite table) en référence au calendrier des dates indiquant les taux de change à suivre.
Sous le gouvernement de Raúl Alfonsín, la BCRA eut quatre présidents. En juin 1985, le gouvernement lança le Plan austral pour freiner l'inflation. Ce plan fonctionna bien au départ, mais se solda par une résurgence de l'inflation en 1988, et l'année suivante, le pays entra en hyperinflation.
Sous la présidence de Carlos Menem, une période d'instabilité s'ouvrit à la Banque centrale. En 1991, la loi de convertibilité (loi n° 23 928) fut adoptée, stipulant qu'à compter du 1er janvier 1992, un peso équivalait à un dollar américain.
Après la crise de 2001, le gouvernement intérimaire d'Eduardo Duhalde nomma Mario Blejer président de la BCRA, mais celui-ci démissionna cinq mois plus tard en raison du « manque de garanties pour restructurer le système financier » et de sa position en faveur de la dollarisation de l'économie, position que le gouvernement ne partageait pas.
Sous la présidence de Mauricio Macri, l'une des premières mesures de son administration fut de supprimer le « Cepo ». Un système de ciblage de l'inflation fut mis en place, utilisant le taux d'intérêt pour tenter de contrôler l'inflation. En raison de l'instabilité du taux de change, le « Cepo » fut réintroduit avec un plafond de 10 000 USD par mois.
Sous la présidence d'Alberto Fernández, le « Cepo » (bureau de change) a été maintenu et une taxe de 30 % sur les achats de devises, connue sous le nom de taxe PAIS, a été ajoutée. En septembre 2020, les restrictions de change ont été renforcées par une série de nouvelles exigences d'achat de devises. Cela a donné lieu à une « trêve de change » de huit jours, durant laquelle les banques n'ont pas vendu de dollars afin de s'adapter à la nouvelle réglementation.
En 2023, Javier Milei a pris ses fonctions de président et ses propositions gouvernementales comprenaient l'adoption du dollar américain et, par conséquent, la fermeture de la banque centrale. Cependant, en avril 2024, il a reconnu que le plan de dollarisation de l'économie n'avait pas été mis en œuvre par crainte d'une procédure de destitution,.

## Liste des présidents
- 2004-2010 : Martín Redrado
- 2010 : Miguel Ángel Pesce
- 2010-2013 : Mercedes Marcó del Pont
- 2013-2014 : Juan Carlos Fábrega
- 2014-2015 : Alejandro Vanoli
- 2015-2018 : Federico Sturzenegger
- 2018 : Luis Caputo
- 2018-2019 : Guido Sandleris
- 2019-2023 : Miguel Ángel Pesce
- depuis 2023 : Santiago Bausili